# Blue Mitchell
Richard Allen (Blue) Mitchell (13. března 1930 – 21. května 1979) byl americký jazzový, soulový, rockový a funkový trumpetista. Jako leader jazzových ansámblů nahrál řadu alb pro nahrávací společnosti Blue Note a Riverside Records.
Narodil se a vyrůstal v Miami na Floridě. Na trumpetu začal hrát na střední škole, kde si také vysloužil přezdívku Blue. Po škole hrál v R&B ansámblech Paula Williamse, Earla Bostica a Chucka Willise. Potom si ho všiml Cannonball Adderley, se kterým nahrával v roce 1958 v New Yorku pro label Riverside Records. Následovalo hraní s kvintetem Horace Silvera, kde si zahrál s tenorsaxofonistou Juniorem Cookem, kontrabasistou Gene Taylorem a bubeníkem Royem Brooksem. Mitchell zůstal u Horace Silvera až do rozpadu tohoto kvintetu v roce 1964. Po tomto rozpadu zakládá Mitchell vlastní ansámbl, kam pozval členy Silverova kvintetu, Horace Silvera tu ovšem nahradil tehdy mladý pianista Chick Corea a za bicími pak nemocného Brookse Al Foster. V tomto složení pak nahráli řadu desek, které vyšly u Blue Note Records. Skupina se rozpadla v roce 1969, kdy Mitchell vyrazil na turné s Ray Charlesem. To mu vydrželo až do roku 1971, kdy se přidal k Johnu Mayallovi a jeho koncertnímu projektu Jazz Blues Fusion.
Po roce 1971 dává Mitchell přednost hraní s big bandy. Hrál například sólistu u Tonyho Bennetta či Leny Horn. V sedmdesátých letech si také zahrál na deskách Lou Donaldsona, Granta Greena, Philly Joe Jonese, Jackieho McLeana, Hanka Mobleyho, Johnnyho Griffina, Al Cohna, Dextera Gordona či Jimmyho Smithe.